# Eclipse Public License
Eclipse Public License (EPL) jest jedną z licencji otwartego oprogramowania, która opublikowana została w lutym 2004 roku (zatwierdzona przez OSI w maju 2004 roku) przez Fundację Eclipse. Bazowała ona początkowo na licencji CPL.